# Quartiers de noblesse
Les quartiers de noblesse expriment, dans le système nobiliaire, l'ancienneté des titres de noblesse d'une personne en fonction des titres de noblesse de chacun de ses ascendants.
En pratique, le décompte des quartiers s'opère en cumulant, à chaque génération, le nombre d'aïeux reconnus nobles. Deux grands-parents nobles et trois arrière-grands-parents nobles donneront, par exemple, cinq quartiers de noblesse.
En France, on compte par degrés et non par quartiers.

## Origines
C'est à partir de la fin du Moyen Âge, en Europe centrale, qu'apparait l'usage de définir la noblesse en faisant un décompte des « quartiers de noblesse ». Plus précisément, ce serait les Allemands et les Flamands qui auraient les premiers eu recours à un tel décompte, pour répondre au problème posé par une éventuelle absence de noblesse du côté des femmes.

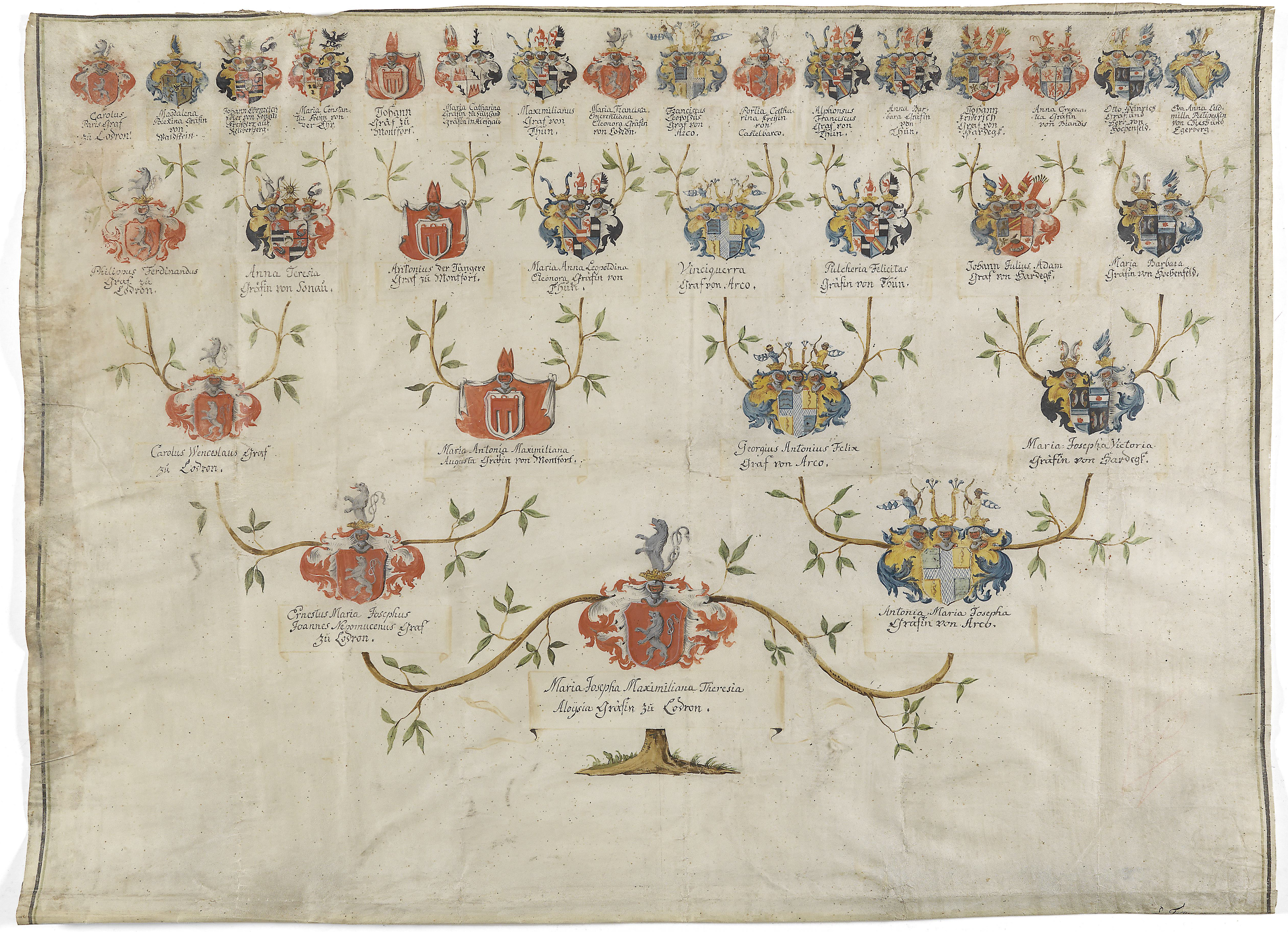
Seize quartiers de 1786.

Furetière fait référence aux quartiers de noblesse pour parler du blasonnement des armoiries : un quartier, dit-il, est un écu d'armoiries. 

« Il faut seize quartiers pour prouver la noblesse de quatre races dans les Compagnies où on ne reçoit que les Nobles. Ce mot de « quartier », que l'on demande pour les preuves de Noblesse, vient de ce autrefois on mettoit sur les quatre coins d'un tombeau les Écus du père & de la mère, de l'aïeul & de l'aïeule du défunt. On voit en Flandres & en Allemagne des tombeaux où il y a 8, 16, & 32 quartiers de noblesse »

— Antoine Furetière, Dictionnaire universel françois & latin
.
Sous l'Ancien Régime, certains établissements religieux n'étaient ouverts qu'à des dames pouvant prouver seize quartiers de noblesse telle l'Abbaye de Remiremont dans le Duché de Lorraine.